# Scarus chameleon
Scarus chameleon е вид бодлоперка от семейство Scaridae. Видът не е застрашен от изчезване.

## Разпространение и местообитание
Разпространен е в Австралия, Вануату, Виетнам, Гуам, Източен Тимор, Индонезия, Нова Каледония, Остров Рождество, Палау, Папуа Нова Гвинея, Провинции в КНР, Соломонови острови, Острови Спратли, Тайван, Фиджи, Филипини и Япония.
Обитава океани, морета, лагуни и рифове. Среща се на дълбочина от 0,9 до 30 m, при температура на водата от 25,7 до 28,5 °C и соленост 34,5 – 35,3 ‰.

## Описание
На дължина достигат до 31 cm.